# 하늘에서 음식이 내린다면 (텔레비전 프로그램)
《하늘에서 음식이 내린다면》(영어: Cloudy with a Chance of Meatballs)은 DHX 미디어와 소니 픽처스 애니메이션이 카툰 네트워크와 YTV를 위해 코러스 엔터테인먼트와 함께 제작한 미국/캐나다 애니메이션 SF 시트콤 TV 시리즈이다. YTV. 어린이 책 및 영화 시리즈 같은 이름의 흐림은 소니 픽처스 애니메이션에서 제작한 최초의 TV 시리즈이며 툰 붐 하모니를 사용하여 애니메이션화되었다.

## 줄거리
주인공 플린트 락우드는 마을의 물고기 산업에는 전혀 관심이 없는 발명가이자 고등학생으로 언젠가 자신의 발명품이 세상을 바꾸리라고 믿는다. 어느 날 마을에 기상학자를 꿈꾸는 소녀 샘 스팍스가 이사 오고, 호기심이 넘치는 플린트와 샘은 여러 등장인물과 함께 기상천외한 모험을 펼친다.

## 에피소드
| 시즌 | 시즌 | 회수 | 방송 날짜       | 방송 날짜       |
| 시즌 | 시즌 | 회수 | 시즌 시작       | 시즌 종료       |
| ---- | ---- | ---- | --------------- | --------------- |
|      | 1    | 26   | 2017년 2월 20일 | 2017년 12월 3일 |
|      | 2    | 26   | 2018년 4월 7일  | 2018년 6월 30일 |

## 홈 미디어
- 《하늘에서 음식이 내린다면 10종세트》(2019년 10월 10일)[1]